# Mianwali
Mianwali (en ourdou : میانوالی) est une ville pakistanaise, et capitale du district de Mianwali, dans la province du Pendjab.
La population de la ville a été multipliée par plus de deux entre 1972 et 2017, passant de 48 304 habitants à 118 883. Entre 1998 et 2017, la croissance annuelle moyenne s'affiche à 2,1 %, un peu inférieure à la moyenne nationale de 2,4 %. En 2023, la population de la ville monte à 129 500 habitants.
|            | 1961 (rec.) | 1972 (rec.) | 1981 (rec.) | 1998 (rec.) | 2017 (rec.) | 2023 (rec.) |
| ---------- | ----------- | ----------- | ----------- | ----------- | ----------- | ----------- |
| Population | 31 398      | 48 304      | 59 159      | 79 996      | 118 883     | 129 500     |